# Луїс Перес (борець)
Луїс Мігель Перес Соса (ісп. Luis Miguel Pérez Sosa; нар. 8 листопада 1988) — домініканський борець вільного стилю, дворазовий срібний та чотириразовий бронзовий призер Панамериканських чемпіонатів, дворазовий срібний призер чемпіонатів Південної Америки, дворазовий бронзовий призер Центральноамериканських і Карибських ігор, бронзовий призер Центральноамериканського і Карибського чемпіонату, учасник Олімпійських ігор.

## Життєпис
Боротьбою почав займатися з 2003 року.
Тренується в Олімпійському центрі Санто-Домінго. Тренер — Радса Мартінес.

## Спортивні результати на міжнародних змаганнях

### Виступи на Олімпіадах
| Змагання                    | Збірна                   | Вагова категорія          | Місце |
| --------------------------- | ------------------------ | ------------------------- | ----- |
| Літні Олімпійські ігри 2024 | Домініканська Республіка | вільна боротьба, до 97 кг | 16    |

### Виступи на Чемпіонатах світу
| Змагання                        | Збірна                   | Вагова категорія          | Місце |
| ------------------------------- | ------------------------ | ------------------------- | ----- |
| Чемпіонат світу з боротьби 2013 | Домініканська Республіка | вільна боротьба, до 84 кг | 26    |
| Чемпіонат світу з боротьби 2017 | Домініканська Республіка | вільна боротьба, до 97 кг | 20    |

### Виступи на Панамериканських чемпіонатах
| Змагання                                   | Збірна                   | Вагова категорія          | Місце  |
| ------------------------------------------ | ------------------------ | ------------------------- | ------ |
| Панамериканський чемпіонат з боротьби 2011 | Домініканська Республіка | вільна боротьба, до 84 кг | 11     |
| Панамериканський чемпіонат з боротьби 2013 | Домініканська Республіка | вільна боротьба, до 84 кг | 10     |
| Панамериканський чемпіонат з боротьби 2015 | Домініканська Республіка | вільна боротьба, до 86 кг | 5      |
| Панамериканський чемпіонат з боротьби 2017 | Домініканська Республіка | вільна боротьба, до 97 кг | Срібло |
| Панамериканський чемпіонат з боротьби 2018 | Домініканська Республіка | вільна боротьба, до 97 кг | 8      |
| Панамериканський чемпіонат з боротьби 2019 | Домініканська Республіка | вільна боротьба, до 97 кг | 7      |
| Панамериканський чемпіонат з боротьби 2020 | Домініканська Республіка | вільна боротьба, до 97 кг | Бронза |
| Панамериканський чемпіонат з боротьби 2021 | Домініканська Республіка | вільна боротьба, до 97 кг | Срібло |
| Панамериканський чемпіонат з боротьби 2022 | Домініканська Республіка | вільна боротьба, до 97 кг | Бронза |
| Панамериканський чемпіонат з боротьби 2023 | Домініканська Республіка | вільна боротьба, до 97 кг | Бронза |
| Панамериканський чемпіонат з боротьби 2024 | Домініканська Республіка | вільна боротьба, до 97 кг | Бронза |

### Виступи на Панамериканських іграх
| Змагання                  | Збірна                   | Вагова категорія          | Місце  |
| ------------------------- | ------------------------ | ------------------------- | ------ |
| Панамериканські ігри 2019 | Домініканська Республіка | вільна боротьба, до 97 кг | Бронза |
| Панамериканські ігри 2023 | Домініканська Республіка | вільна боротьба, до 97 кг | 9      |

### Виступи на Чемпіонатах Південної Америки
| Змагання                                    | Збірна                   | Вагова категорія          | Місце  |
| ------------------------------------------- | ------------------------ | ------------------------- | ------ |
| Чемпіонат Південної Америки з боротьби 2012 | Домініканська Республіка | вільна боротьба, до 84 кг | Срібло |
| Чемпіонат Південної Америки з боротьби 2014 | Домініканська Республіка | вільна боротьба, до 97 кг | Срібло |

### Виступи на Центральноамериканських і Карибських іграх
| Змагання                                                | Збірна                   | Вагова категорія          | Місце  |
| ------------------------------------------------------- | ------------------------ | ------------------------- | ------ |
| Центральноамериканські і Карибські ігри 2014 (Сан-Хуан) | Домініканська Республіка | вільна боротьба, до 97 кг | Бронза |
| Центральноамериканські і Карибські ігри 2014 (Веракрус) | Домініканська Республіка | вільна боротьба, до 97 кг | 5      |
| Центральноамериканські і Карибські ігри 2018            | Домініканська Республіка | вільна боротьба, до 97 кг | 5      |
| Центральноамериканські і Карибські ігри 2023            | Домініканська Республіка | вільна боротьба, до 97 кг | Бронза |

### Виступи на Центральноамериканських і Карибських чемпіонатах
| Змагання                                                       | Збірна                   | Вагова категорія          | Місце  |
| -------------------------------------------------------------- | ------------------------ | ------------------------- | ------ |
| Центральноамериканський і Карибський чемпіонат з боротьби 2018 | Домініканська Республіка | вільна боротьба, до 97 кг | Бронза |

### Виступи на Боліваріанських іграх
| Змагання                 | Збірна                   | Вагова категорія          | Місце  |
| ------------------------ | ------------------------ | ------------------------- | ------ |
| Боліваріанські ігри 2013 | Домініканська Республіка | вільна боротьба, до 96 кг | Бронза |
| Боліваріанські ігри 2022 | Домініканська Республіка | вільна боротьба, до 97 кг | Срібло |

### Виступи на інших змаганнях
| Змагання                                                        | Збірна                   | Вагова категорія          | Місце  |
| --------------------------------------------------------------- | ------------------------ | ------------------------- | ------ |
| Cerro Pelado International 2013                                 | Домініканська Республіка | вільна боротьба, до 84 кг | 5      |
| Кубок Гранми з боротьби 2014                                    | Домініканська Республіка | вільна боротьба, до 97 кг | 5      |
| Олімпійський кваліфікаційний турнір з боротьби 2020 (Оттава)    | Домініканська Республіка | вільна боротьба, до 97 кг | Бронза |
| Олімпійський кваліфікаційний турнір з боротьби 2020 (Софія)     | Домініканська Республіка | вільна боротьба, до 97 кг | 17     |
| Олімпійський кваліфікаційний турнір з боротьби 2024 (Акапулько) | Домініканська Республіка | вільна боротьба, до 97 кг |        |